# Gehyra membranacruralis
Espèce
Gehyra membranacruralis est une espèce de geckos de la famille des Gekkonidae.

## Répartition
Cette espèce est endémique de Papouasie-Nouvelle-Guinée.

## Description
C'est un gecko nocturne et arboricole.

## Publication originale
- King & Horner, 1989 : Karyotype evolution in Gehyra (Gekkonidae: Reptilia). V. A new species from Papua New Guinea and the distribution and morphometrics of Gehyra oceanica (Lesson). The Beagle, vol. 6, p. 169-178.